# Balboa (djur)
För andra betydelser, se Balboa.
Balboa är ett släkte av insekter. Balboa ingår i familjen Rhyparochromidae.
Kladogram enligt Catalogue of Life:
| Balboa | \| \| Balboa ampliata \| \| \| \| \| \| Balboa variabilis \| \| \| \| |
|        | \| \| Balboa ampliata \| \| \| \| \| \| Balboa variabilis \| \| \| \| |
|        | Balboa ampliata                                                       |
|        |                                                                       |
|        | Balboa variabilis                                                     |
|        |                                                                       |